# Soloe splendida
Soloe splendida là một loài bướm đêm thuộc họ Erebidae. Nó được tìm thấy ở Rwanda.